# Lijst van munteenheden in Azië
Dit is een lijst van valuta's in Azië.
| Munteenheid            | ISO 4217 code | Land                             | Voorgaande munt                                    | Jaar |
| ---------------------- | ------------- | -------------------------------- | -------------------------------------------------- | ---- |
| Abchazische apsar      | Geen          | Abchazië                         | Georgische lari                                    | 2008 |
| Afghaanse afghani      | AFN           | Afghanistan                      | Afghaanse roepie                                   | 1925 |
| Amerikaanse dollar     | USD           | Oost-Timor                       | Indonesische roepia                                | 2000 |
| Armeense dram          | AMD           | Armenië                          | Sovjet-roebel                                      | 1993 |
| Artsachse dram         | Geen          | Nagorno-Karabach                 | Armeense dram                                      | 2003 |
| Azerbeidzjaanse manat  | AZN           | Azerbeidzjan                     | Sovjet-roebel                                      | 1992 |
| Bahreinse dinar        | BHD           | Bahrein                          | Perzische Golf-roepie                              | 1965 |
| Bengalese taka         | BDT           | Bangladesh                       | Pakistaanse roepie                                 | 1972 |
| Bhutaanse ngultrum     | BTN           | Bhutan                           | Bhutaanse roepie                                   | 1974 |
| Britse pond            | GBP           | Brits Indische Oceaanterritorium |                                                    |      |
| Bruneise dollar        | BND           | Brunei                           | Malaya en Britse Borneo-dollar                     | 1967 |
| Cambodjaanse riel      | KHR           | Cambodja                         | Frans-Indochinese piaster                          | 1953 |
| Chinese renminbi       | CHY           | China                            |                                                    |      |
| Euro                   | EUR           | Akrotiri en Dhekelia             | Cypriotische pond                                  | 2008 |
| Euro                   | EUR           | Cyprus                           | Cypriotische pond                                  | 2008 |
| Filipijnse peso        | PHP           | Filipijnen                       |                                                    |      |
| Georgische lari        | GEL           | Georgië                          | Georgische kuponi                                  | 1995 |
| Hongkongse dollar      | HKD           | Hongkong                         |                                                    |      |
| Indiase roepie         | INR           | India                            |                                                    |      |
| Indonesische roepia    | IDR           | Indonesië                        | Nederlands-Indische gulden                         | 1949 |
| Iraakse dinar          | IQD           | Irak                             | Indiase roepie                                     | 1932 |
| Iraanse rial           | IRR           | Iran                             | Iraanse qiran                                      | 1932 |
| Israëlische sjekel     | ILS           | Israël                           | Israëlische pond                                   | 1980 |
| Japanse yen            | JPY           | Japan                            |                                                    |      |
| Jemenitische rial      | YER           | Jemen                            | Noord-Jemenitische rial en Zuid-Jemenitische dinar | 1990 |
| Jordaanse dinar        | JOD           | Jordanië                         | Palestijnse pond                                   | 1950 |
| Kazachse tenge         | KZT           | Kazachstan                       | Sovjet-roebel                                      | 1993 |
| Kirgizische som        | KGS           | Kirgizië                         | Sovjet-roebel                                      | 1993 |
| Koeweitse dinar        | KWD           | Koeweit                          | Perzische Golf-roepie                              | 1961 |
| Laotiaanse kip         | LAK           | Laos                             | Frans-Indochinese piaster                          | 1957 |
| Libanese pond          | LBP           | Libanon                          | Libanees-Syrisch pond                              | 1948 |
| Macause pataca         | MOP           | Macau                            | Chinese dollar                                     | 1906 |
| Maldivische rufiyaa    | MVR           | Malediven                        | Sri Lankaanse roepie                               |      |
| Maleisische ringgit    | MYR           | Maleisië                         | Malaya en Britse Borneo-dollar                     | 1967 |
| Mongoolse tugrik       | MNT           | Mongolië                         | Mongoolse dollar                                   | 1925 |
| Myanmarese kyat        | MMK           | Myanmar                          | Birmeese kyat                                      | 1989 |
| Nepalese roepie        | NPR           | Nepal                            | Nepalese mohar                                     | 1932 |
| Noord-Koreaanse won    | KPW           | Noord-Korea                      | Koreaanse yen                                      | 1945 |
| Oezbeekse sum          | UKS           | Oezbekistan                      | Sovjet-roebel                                      | 1993 |
| Omaanse rial           | OMR           | Oman                             | Perzische Golf-roepie                              | 1970 |
| Pakistaanse roepie     | PKR           | Pakistan                         | Indiase roepie                                     | 1948 |
| Qatarese rial          | QAR           | Qatar                            | Perzische Golf-roepie                              | 1966 |
| Saoedi-Arabische riyal | SAR           | Saoedi-Arabië                    | Hidjaz-riyal                                       | 1936 |
| Singaporese dollar     | SGD           | Singapore                        | Malaya en Britse Borneo-dollar                     | 1967 |
| Sri Lankaanse roepie   | LKR           | Sri Lanka                        | Indiase roepie                                     | 1872 |
| Syrisch pond           | SYP           | Syrië                            | Libanees-Syrisch pond                              | 1948 |
| Tadzjiekse somoni      | TJS           | Tadzjikistan                     | Tadzjiekse roebel                                  | 2000 |
| Thaise baht            | THB           | Thailand                         |                                                    |      |
| Taiwanese dollar       | TWD           | Taiwan                           | Taiwanese yen                                      | 1946 |
| Turkse lira            | TRY           | Noord-Cyprus                     | Cypriotische pond                                  | 1974 |
| Turkse lira            | TRY           | Turkije                          | Ottomaanse lire                                    | 1924 |
| Turkmeense manat       | TMT           | Turkmenistan                     | Sovjet-roebel                                      | 1993 |
| VAE-dirham             | AED           | Verenigde Arabische Emiraten     | Perzische Golf-roepie                              | 1966 |
| Vietnamese dong        | VND           | Vietnam                          | Noord-Vietnamese dong en Zuid-Vietnamese dong      | 1978 |
| Zuid-Koreaanse won     | KRW           | Zuid-Korea                       | Koreaanse yen                                      | 1945 |
| Zuid-Ossetische zarin  | Geen          | Zuid-Ossetië                     |                                                    | 2013 |